# Alvin Ulbrickson
Alvin Ulbrickson   (Seattle, 10 d'octubre de 1930 - Seattle, 6 de juliol de 2012) fou un remer estatunidenc que va competir durant la dècada de 1950. Va estudiar a la Universitat de Washington i era fill d'un destacat entrenador de rem del mateix nom.
El 1952 va prendre part en els Jocs Olímpics d'Estiu de Hèlsinki, on guanyà la medalla de bronze en la prova del quatre amb timoner del programa de rem. Formà equip amb Carl Lovsted, Richard Wahlstrom, Matthew Leanderson i Albert Rossi.